# 91
| [ Edytuj tabelę ] |                                    |
| Cesarz Chin       | - 88 Han Hedi 106                  |
| Król Daków        | - 87 Decebal 106                   |
| Władca Korei      | - 53 T’aejodae 146                 |
| Król Nabatei      | - 70 Rabel II Soter 106            |
| Papież            | - 79 Anaklet 91 - 91 Klemens I 101 |
| Król Partów       | - 78 Pakorus II 105                |
| Cesarz Rzymu      | - 81 Domicjan 96                   |

Rok 91 / XCI
stulecia: I wiek p.n.e. ~
I wiek ~
II wiek

lata: 81 «
86 «
87 «
88 «
89 «
90 «
91
» 92
» 93
» 94
» 95
» 96
» 101

## Wydarzenia
- Azja
  - Chińczycy pokonują Północnych Xiongnu, a ich państwo przestaje istnieć

## Zmarli
- 90/91 - Julia Flawia, jedna z córek Tytusa Flawiusza